# Mai Neng Moua
Mai Neng Moua (Laos, 1974–) escritora laoestadounidense de etnia miao afincada en Minnesota. Fundó la revista literaria Paj Ntaub Voice y es editora de la primera antología de escritores miao americanos, Bamboo Among the Oaks (Bambú entre las encinas).
Predominante poeta y escritora de historias reales ha publicado en Healing by Heart, Rehabilitation Counseling Bulletin, Minneapolis Star Tribune y We Are the Freedom People. 
Es licenciada por el St. Olaf College de Northfield, Minnesota, y tiene un máster del Hubert H. Humphrey Institute of Public Affairs de la University of Minnesota. Ha sido coordinadora en la organización no lucrativa Institute for New Americans y ha enseñado escritura creativa a jóvenes hmong en la Jane Addams School for Democracy.